# NGC 860
NGC 860 is een elliptisch sterrenstelsel in het sterrenbeeld Driehoek. Het hemelobject werd op 18 september 1871 ontdekt door de Franse astronoom Édouard Jean-Marie Stephan.

## Synoniemen
- PGC 8606
- ZWG 504.37
- NPM1G +30.0071